# Красава
Красава е село в Западна България. То се намира в община Брезник, област Перник и отстои на 6 км северозападно от Брезник.
Селцето е пръснато на няколко махали между възвишенията на Завалска и Вискяр планина.

## История
Селото носи името на една млада мома Краса, която със своята красота събудила интереса на областния турски управник.
По същото време в селото имало едно-единствено дърво разположено на върха на един баир (съществува, само че през времето на комунизма учениците от първите отделения на намиращото се тогава в селото училище до седми клас насаждат борчета – борова гора). Но през времето, когато било само това единствено дърво там горе, един турчин се качил и започнал да го сече. Докато удрял с брадвата, един клон го шибнал и турчина се търколил чак на един километър от там и умрял. Затова дървото се нарича ЛУДОТО ДЪРВО и когато духа вятър се чува неговото бучене и ударите на клоните му. Там, където легендата разказва, че се е търколил турчина, има чешма за напояване на добитък.
В съкратен регистър на Пиротския кадилък от 1530 година Красава е отбелязано като село с 24 домакинства, 2 неженени жители и една вдовица.

## Личности
Родени в Красава
- Герасим Миков Любенов (неизв.) народен певец, циганин по произход, живял в годините около Освобождението